# Nasalitätsstörung
Eine Nasalitätsstörung liegt vor, wenn eine akustisch hörbare Abweichung der physiologischen Nasalität des jeweiligen Phonembestandes vorliegt.
In der Literatur werden, überwiegend historisch bedingt, für ein und dasselbe Krankheitsbild verschiedene Begriffe verwendet. So taucht neben Rhinolalie, Rhinophonie, Rhinophonolalie, Palatophonolalie auch Dysglossia palatalis auf. Diesen Begriffen gemein ist, dass sie überwiegend auf Störungsursachen, -auswirkungen oder -orte reflektieren, der Ausdruck der gestörten Nasalität ist, ohne dass diese in ihrer Eindeutigkeit feststehen mag. Daher sollte nach Möglichkeit auf diese Begriffe verzichtet werden und der deskriptive Begriff Nasalitätsstörung Verwendung finden.
Es werden Formen des offenen Näselns (Hypernasalität) vom geschlossenen Näseln (Hyponasalität) unterschieden. Bei der Hypernasalität kommt es zu einer vermehrten Beteiligung der nasalen Resonanzräume (typisch bei Gaumenspalten), bei Hyponasalität zu einer verminderten Beteiligung (typisch beim Schnupfen). Ein gemischtes Näseln (durch Kombination von Veluminsuffizienzen und Verlegung des Nasenraumes) ist eher selten.

## Diagnostik
Vor allem die Medizin (besonders die Fachgebiete Phoniatrie und Pädaudiologie, HNO und Mund-, Kiefer- und Gesichtschirurgie) beschäftigt sich mit der Nasalitätsstörung.
Wichtig ist der subjektiv auditive Eindruck. Neben dem allgemeinen Eindruck der Spontansprache werden besondere Testsätze mit Kombinationen von Nasalen und Plosiven, sowie verschiedener Vokale, Konsonanten und deren Verbindungen verwendet.
Ein einfach durchzuführender semiquantitativer Test ist der Gutzmann-Test. Er beruht auf dem unterschiedlichen Abschluss des Velums bei den Vokalen /a/ (größere Öffnung) und /i/ (kompletter Verschluss). Mit der Czermak-Platte lassen sich die nasalen Atemdurchschläge beim Sprechen ebenfalls semiquantitativ erfassen. Mit einem Phonendoskop können gezielt die nasalen Durchschläge abgehört werden.
Neben genannten Verfahren greift die medizinische Praxis auf die Nasometrie als objektives und quantitatives Verfahren zurück. Die dabei bestimmten Nasalanzwerte können z. B. in der (postoperativen) Therapie (z. B. von LKG-Patienten) Aufschluss über die Velumfunktion und die Fortschritte der Therapie geben, lassen sich mittels Auto-Feedback selber therapeutisch einsetzen. In einigen Regionen Deutschlands sind Normwerte für die Nasalanz bestimmt worden.
Zur Beurteilung der Genese erfolgt eine organische Untersuchung der beteiligten Organe:
1. Inspektion des Mundraumes mit Beurteilung der Gaumensegelfunktion (Heben bei Phonation von /a/), des Boenninghaus-Tests (Kraft der Gaumenbogenaktivität)
2. Untersuchung der Nase zur Beurteilung der Nasengänge und des Nasenseptums (Rhinoskopie mittels Nasenspekulum und starrem Endoskop)
3. Untersuchung der Nasennebenhöhlen mit Sonographie oder Röntgen-Untersuchung
4. Untersuchung des Nasenrachenraumes. Von besonderem Interesse ist dabei die Beschreibung des Schließ- bzw. Öffnungsgrades bzw. der -bewegungen des Gaumensegels. Goldstandard ist dabei die (videogestützte) transnasal durchgeführte flexible Endoskopie. Damit lassen sich neben den hinteren Nasenabschnitten und dem Nasenrachen vor allem ohne Beeinträchtigung des Probanden eine differenzierte Beurteilung des Gaumensegels in Ruhe, beim Schlucken und Sprechen vornehmen. Es lassen sich drei verschiedene Grundverschlussmuster des velopharyngealen Verschlusses klassifizieren: sagittal (Bewegung des Gaumensegels nach hinten zur Rachenhinterwand), circulär (Beteiligung der seitlichen Pharynxwände), coronar (überwiegend seitliche Pharynxwände). Je nach Funktion des Gaumensegels zur primären, phylogenetisch älteren, Funktion des Abschlusses beim Schlucken oder der sekundären, jüngeren Funktion zur Lautbildung, lassen sich oft unterschiedliche Verschlussmuster erkennen.

Gegenwärtig sind eine weitere Vielzahl technischer, objektiver Verfahren existent und erprobt, die Aufschluss über den Öffnungsgrad und die Flexibilität des Velums geben können – z. B. elektromagnetische Artikulografie, Hochfrequenz-Videokinematografie, Röntgendiagnostik/Videofluoroskopie, Elektromyografie, Spektrographie (Sonagramm), die jedoch überwiegend zu Forschungszwecken Verwendung finden.

## Ursachen
Grundsätzlich werden zwei Ursachengruppen unterschieden:
- organische Ursachen

Organische Ursachen sind Beeinträchtigungen des Gaumensegels (Velum) durch Fehlbildungen (v. a. Spaltbildungen wie Velumspalte, Lippen-Kiefer-Gaumen-Spalte), Lähmungen, Verletzungen, Tumoren, aber auch Veränderungen im Nasenraum selbst wie Septumdeviation, Nasenmuschelhyperplasie, Fehlbildungen, Tumoren.
- funktionelle Ursachen

Bei funktionellen Ursachen ist die organische Funktion des Systems selbst in Ordnung, durch eine bewusst oder unbewusst angewendete Fehlfunktion wird das Näseln ausgelöst. Neben psychischen Ursachen zählt z. B. eine Schonhaltung nach einer OP im Gebiet dazu (oft nach Tonsillektomie oder Adenotomie).

## Therapie
Neben einer, wenn möglichen Beseitigung des organischen Schadens durch eine Operation (Verschluss der Spaltbildung, Septumplastik, Muschelkaustik) oder operativen Verkleinerung des Abstandes zwischen Velum und Rachenhinterwand (Velopharyngoplastik) kommen vor allem „übende“ Therapieverfahren zum Tragen, in denen durch Korrektur der pathologischen Luftstromlenkung eine Annäherung an die physiologische Nasalität herbeigeführt wird.